# George Saling
Pour les articles homonymes, voir Saling.
George J. Saling (né le 27 juillet 1909 à Memphis - mort le 15 avril 1933 dans le Missouri) est un athlète américain spécialiste des courses de haies.
Étudiant à l'Université de l'Iowa, il remporte le titre du 110 m hales des Championnats NCAA 1932 en 14 s 4, égalant le record du monde de la discipline détenu par son compatriote Percy Beard. Aux Championnats de l'Amateur Athletic Union, il se classe deuxième du 110 m haies, derrière Jack Keller, mais est sélectionné pour les Jeux olympiques grâce à sa victoire sur 200 m haies. À Los Angeles, George Saling remporte la médaille d'or du 110 m haies en 14 s 6, devançant une nouvelle fois Percy Beard.
Il meurt lors d'un accident de voiture en 1933, six mois après son sacre olympique.

## Palmarès
| Année | Compétition     | Lieu        | Résultat | Marque |
| ----- | --------------- | ----------- | -------- | ------ |
| 1932  | Jeux olympiques | Los Angeles | 1er      | 14 s 6 |